# Тишина (филм)
Тишина (енгл. Silence) је амерички историјски драма филм из 2016. године у режији Мартина Скорсезеа. Сценарио потписују Џај Кокс и Мартин Скорсезе на основу романа Тишина јапанског аутора Шусакуа Ендуа, док су продуценти филма Барбара Де Фина, Рандал Емет, Виторио Ћески Гори, Ема Тилинџер Коскоф, Гастон Павлович, Мартин Скорсезе и Ирвин Винклер. Музику су компоновали Ким Ален Клуг и Кетрин Клуг.
Насловну улогу тумачи Ендру Гарфилд као свештеник језуит Себастиао Родригез, док су у осталим улогама Адам Драјвер, Таданобу Асано, Киарен Хајндс и Лијам Нисон. Светска премијера филма је била одржана 23. децембра 2016. у Сједињеним Америчким Државама. 
Буџет филма је износио 40 000 000 долара, а зарада од филма је 23 800 000 долара.

## Радња
Религиозна драма у којој глуме Ендру Гарфилд, Адам Драјвер и Лијам Нисон заснована је на истоименом роману јапанског писца Шусаку Ендуа. Прича прати двојицу португалских свештеника језуита, који се боре са различитим облицима прогона, укључујући и мучење, док путују кроз Јапан како би поново срели свог учитеља.

## Улоге
| Глумац         | Улога              |
| -------------- | ------------------ |
| Ендру Гарфилд  | Себастиао Родригез |
| Адам Драјвер   | Франциско Гарупе   |
| Таданобу Асано | преводилац         |
| Киарен Хајндс  | Алесандро Валињано |
| Лијам Нисон    | Кристовао Фереира  |